# 沃尔夫冈·洛伊策
沃尔夫冈·洛伊策（德語：Wolfgang Loitzl，1980年1月13日—），奥地利男子跳台滑雪运动员。他曾代表奥地利参加2002年和2010年冬季奥林匹克运动会跳台滑雪比赛，获得一枚金牌。